# Рындин, Кирилл Степанович
Кирилл Степанович Рындин (1754 — 8 [20] февраля 1809) — русский государственный деятель, тайный советник, сенатор.

## Биография
Происходил из дворян; еще мальчиком, 30 июня 1765 года, был определен сержантом в армию, а 1 января 1769 года произведен в прапорщики и принял участие в русско-турецкой войне: в 1769 г. находился при взятии Хотина, в 1770 г., получив звание адъютанта (1 января), участвовал в сражениях при Ларге (7 июля) и при Кагуле (21 июля) и за отличие в боях, 21 июля 1770 г., был награжден чином поручика. Через 3 дня он присутствовал у Дунайских берегов при взятии в плен разбитых турок и при отнятии всего неприятельского обоза. В 1771 и 1772 гг. находился в главной армии, где 1 января 1772 г. был произведен в капитаны; в 1773 г. участвовал при атаке городов Силистрии и Рущука, а в 1774 г. — в делах при разбитии турок под Базарчуком (2-го июня) и неприятельской конницы при Яни-Базаре (12 июня), а также при отбитии, 4 и 7 июля, вылазок из гор. Шумлы. За оказанную отличную храбрость при разбитии неприятеля под Базарчуком, был награжден чином секунд-майора.
В 1778 г. Рындин оставил военную службу и, произведенный при отставке в премьер-майоры (29 июля), занял должность председателя Костромской Верхней Расправы (12 сентября), а затем был Председателем Костромского Губернского Магистрата; 31 июля 1780 года был назначен Советником Вологодского Наместнического Правления, где получил чин надворного советника (24 января 1782 г.), 24 мая 1783 г. определен Председателем Вологодского Верхнего Земского Суда, 29 июня 1784 г. переведен председателем Архангелогородской Гражданской Палаты, 22 сентября 1785 г. награжден чином коллежского советника, а 14 ноября того же года назначен Председателем Вологодской Уголовной Палаты. Кроме указанных выше должностей, Рындин два трехлетия был Вологодским Губернским Предводителем Дворянства (1787—1792 гг.), заботясь «о заведении и сочинении узаконенной Всемилостивейшею дворянству грамотою родословной книги». 22 сентября 1792 г. получил назначение Поручиком Правителя Костромского наместничества, а 22 сентября 1794 г., за отлично усердную и ревностную службу, пожалован и был орденом св. Владимира 3-й степени.
В 1796 году Рындин был награжден чином статского советника (28 июня) и назначен к отправлению должности Обер-прокурора во вновь учрежденном тогда для решения прежних дел Межевом Департаменте Правительствующего Сената. 11 февраля 1797 г. ему было повелено быть в должности Обер-прокурора Межевого Департамента Сената, а 5 апреля, в день коронации Павла І, он пожалован был в Обер-прокуроры. 9 июля 1800 г. был пожалован в тайные советники, а 14 октября того же года ему повелено было присутствовать во Временном Межевом Департаменте и Правительствующего Сената, из которого 12 декабря 1800 г. он был перемещен к присутствованию в 4 Департаменте Сената. Рындин скончался 8 февраля 1809 года, по полуночи в 5-м часу, и погребен на Смоленском кладбище.

## Семья
Помещик Нижегородской губернии, Княгининского уезда; Вологодской губернии, Вологодского, Кадниковского и Вельского уездов; Новгородской губернии, Кирилловского уезда; всего за ним состояло 431 ревизских муж. пола душ. Жена — Анна Дмитриевна Резанова. У них было 5 сыновей: Филадельф (генерал-майор), Пётр (армии подполковник), Михаил (армии капитан), Николай (армии штабс-капитан), Александр (армии поручик), — и три дочери: София, в замужестве Самарина; Юлия, в замужестве Наврозова; рано умершая девица Мария.    